# Ian Garrison
Ian Garrison (født 14. april 1998 i Decatur) er en professionel cykelrytter fra USA, der er på kontrakt hos L39ION of Los Angeles.
Han begyndte som professionel i 2017 hos Axeon-Hagens Berman. Ved VM i U23–enkeltstart 2019 vandt han sølv, 26,45 sekunder efter den danske vinder Mikkel Bjerg. Samme år blev han amerikansk senior- og U23-mester i enkeltstart.
Fra 2020 til 2021 havde han kontrakt med belgiske Deceuninck-Quick Step.